# Ferndale (Washington)
Ferndale je město v okrese Whatcom v americkém státě Washington. V roce 2010 zde žilo 11 415 obyvatel.

## Historie
Osídlení vzniklo nejprve v roce 1872 a dostalo jméno Ferndale (kapradinové údolí), jelikož kolem původní školy rostly kapradiny. Dříve se město jmenovalo Jam kvůli blokádě dřeva, která vznikla nedaleko na řece Nooksack. Původní učitel ho ale přejmenoval, jelikož myslel, že město potřebuje malebnější jméno. 19. března 1907 se stalo město začleněným.

## Geografie
Město má rozlohu 16,2 km², z čehož pouze 0,8% je vodní plocha.

### Klima
| Ferndale. WA – podnebí      | Ferndale. WA – podnebí | Ferndale. WA – podnebí | Ferndale. WA – podnebí | Ferndale. WA – podnebí | Ferndale. WA – podnebí | Ferndale. WA – podnebí | Ferndale. WA – podnebí | Ferndale. WA – podnebí | Ferndale. WA – podnebí | Ferndale. WA – podnebí | Ferndale. WA – podnebí | Ferndale. WA – podnebí | Ferndale. WA – podnebí |
| Období                      | leden                  | únor                   | březen                 | duben                  | květen                 | červen                 | červenec               | srpen                  | září                   | říjen                  | listopad               | prosinec               | rok                    |
| --------------------------- | ---------------------- | ---------------------- | ---------------------- | ---------------------- | ---------------------- | ---------------------- | ---------------------- | ---------------------- | ---------------------- | ---------------------- | ---------------------- | ---------------------- | ---------------------- |
| Průměrné denní maximum [°C] | 7,2                    | 9,4                    | 11,1                   | 13,9                   | 16,7                   | 18,9                   | 21,7                   | 22,2                   | 20                     | 15                     | 10                     | 7,2                    | 14,4                   |
| Průměrné denní minimum [°C] | 0                      | 1,7                    | 2,8                    | 5                      | 7,8                    | 10,6                   | 12,2                   | 12,2                   | 9,4                    | 5,6                    | 2,8                    | 0,6                    | 5,9                    |
| Průměrné srážky [mm]        | 122,7                  | 90,4                   | 77                     | 69,9                   | 58,7                   | 49,5                   | 34,8                   | 31,8                   | 40,9                   | 82,6                   | 138,2                  | 124,5                  | 921                    |
| Zdroj: The Weather Channel  |                        |                        |                        |                        |                        |                        |                        |                        |                        |                        |                        |                        |                        |

## Demografie
V roce 2010 zde žilo 11 415 obyvatel a hustota osídlení byla 544,1 obyvatele na km². 83% obyvatel byli běloši, 4% Asiaté a 3% původní obyvatelé. 12 procent tvořili Hispánci.

## Místní kultura
Každou první sobotu v květnu se koná celoměstský garážový trh. V květnu 2011 se ve městě konalo Ferndale Business Expo. Každý poslední víkend v srpnu se koná Pouliční festival a Hudební festival.

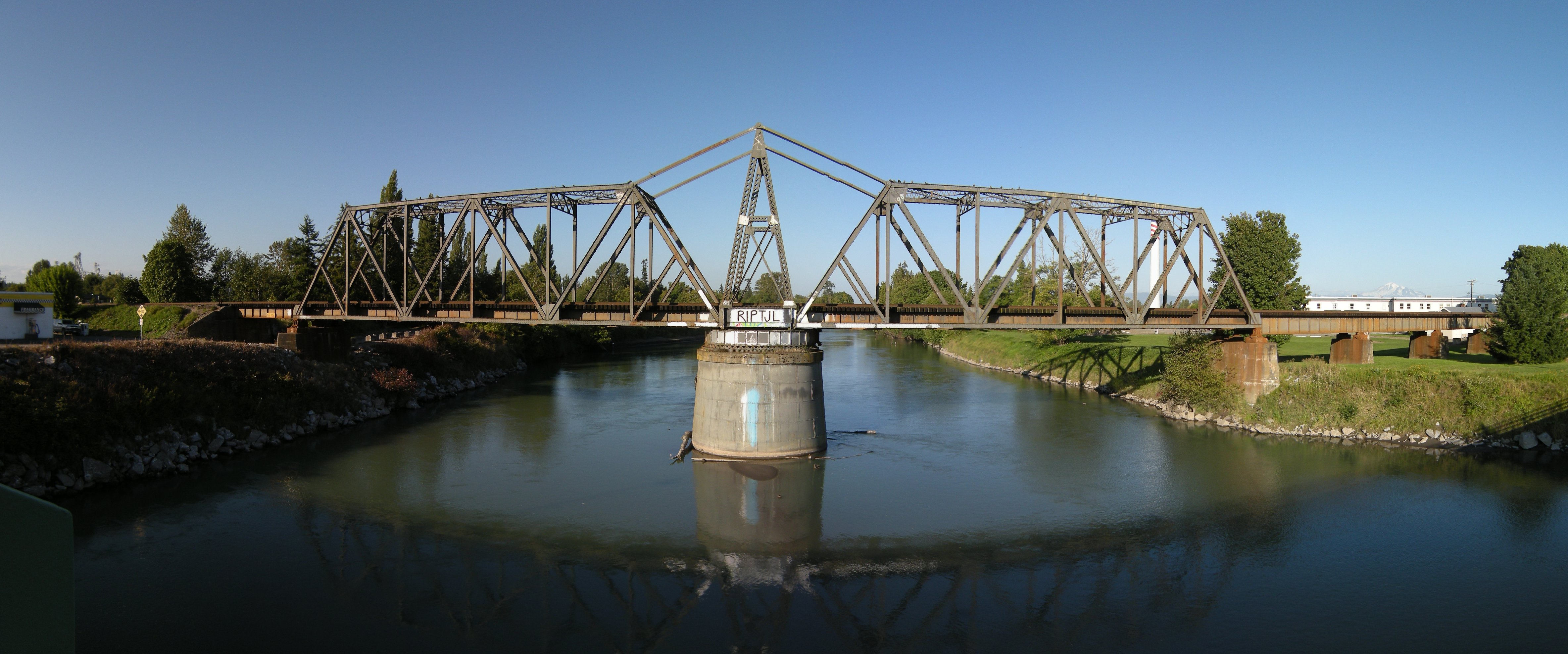
Železniční most přes řeku Nooksack.

Přes řeku Nooksack vede ve městě železniční most, který je znám také jako Metallica Bridge, jelikož už téměř třicet let na něm bývá logo kapely Metallica. Jak město, tak nepříznivci heavy metalu se snaží logo odstranit, ale vždy se najde někdo, kdo ho tam zase vrátí. Na Facebooku existuje skupina, která čítá už přes 1 200 členů a má cíl přilákat kapelu na koncert zdarma do Ferndalu.

## Ostatní
Nedaleko města se nachází rafinerie Cherry Point Refinery. Město obsluhuje střední škola Ferndale High School.